# Christophe Malavoy

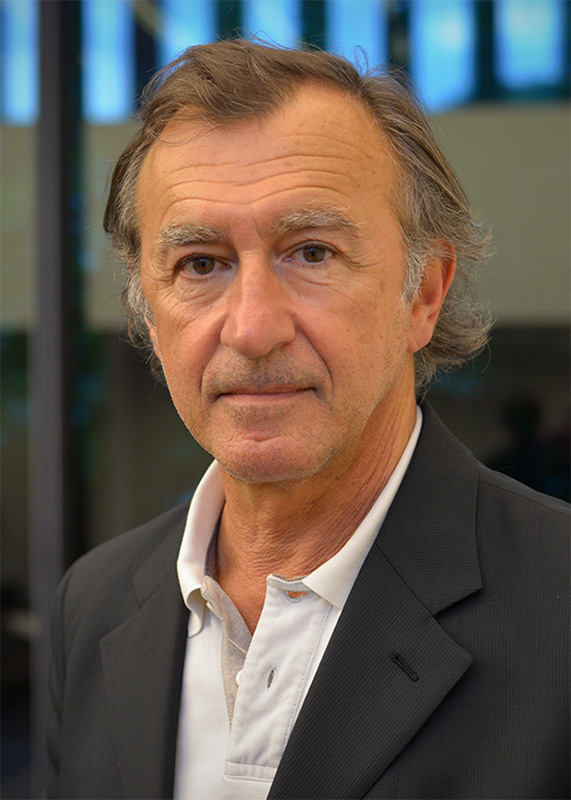
Christophe Malavoy

Christophe Jean Benoît Malavoy (* 21. März 1952 in Reutlingen, Baden-Württemberg) ist ein französischer Schauspieler, Regisseur, Schriftsteller und Drehbuchautor.

## Leben und Wirken
Malavoy begann Anfang der 1970er Jahre Theater zu spielen und etablierte sich 1974 als Bühneninterpret, als er am Théâtre National Populaire auftrat. Im Jahr darauf debütierte er mit einer winzigen Rolle im Kinofilm, ein weiteres Jahr später (1976) trat Malavoy erstmals in einer Fernsehproduktion auf. Seit seiner Mitwirkung in Michel Devilles sperrigem Werk Ohne Datenschutz trat er regelmäßig in Kinofilmen auf. Seine größten Erfolge feierte er „vorwiegend in Rollen sensibler Schöngeister und Schönlinge.“ Mit Deville arbeitete Malavoy auch in der Folgezeit mehrfach zusammen. Besonders erfolgreich war beider Kooperation in Gefahr im Verzug. Dort spielte Christophe Malavoy einen jungen Musiklehrer, der ein Verhältnis mit der Frau seines Auftraggebers eingeht und bald darauf von einem melancholischen Killer (Richard Bohringer) in ein ambivalentes Beziehungsgeflecht hineingezogen wird.
Weitere lohnende Rollen erhielt Malavoy in dem Kriminalfilm La Balance – Der Verrat sowie in der Patricia-Highsmith-Adaption Der Schrei der Eule. Dort verkörperte einen introvertierten Zeichner, der sich gegen die verzehrende Liebe einer schönen aber einsamen jungen Frau (Mathilda May) zu erwehren hat. Immer wieder ließ man auch später Malavoy „softe, vergeistigte und zurückhaltende Typen [spielen], die den verinnerlichten Weltschmerz mit jeder Bewegung ihres Gesichtsmuskels auszudrücken scheinen.“ Seit den ausgehenden 1990er Jahren wirkte er vor allem in einer Fülle von Fernsehproduktionen, darunter auch mehrere Serien, mit.
Im Laufe der 1990er Jahre nahm Malavoy seine Theaterarbeit wieder auf, die er seit 1977, einhergehend mit seiner intensiven Film- und Fernsehtätigkeit, stark vernachlässigt hatte. Außerdem inszenierte er seit 1997 gelegentlich Filme.

## Als Schriftsteller
Malavoy hat zwischen 1993 und 2011 auch eine Reihe von Büchern (Geschichten, Essays, Romane) veröffentlicht:
- 1993: D'étoiles et d'exils
- 1996: Parmi tant d'autres
- 1997: J'étais enfant pendant la guerre de 14-18
- 1999: La Brûlure du jour
- 2001: À hauteur d'homme
- 2011: Céline: même pas mort!

## Filmografie
als Schauspieler in Kinofilmen, wenn nicht anders angegeben
| - 1975: Soldat Duroc, ça va être ta fête - 1976: Les mystères de Loudun (TV-Film) - 1977: Ohne Datenschutz (Le dossier 51) - 1978: Les héros n’ont pas froid aux oreilles - 1979: Reise in die Zärtlichkeit (Le voyage en douce) - 1981: Ma femme s’appelle reviens - 1982: Family Rock - 1982: L’honneur d’un capitaine - 1982: La Balance – Der Verrat (La balance) - 1983: La scarlatine - 1983: Le voyage - 1984: Souvenir, Souvenirs (Souvenirs, souvenirs) - 1985: Gefahr im Verzug (Péril en la demeure) - 1985: Bras de fer - 1986: Die Frau meines Lebens (La femme de ma vie) - 1986: Der unwiderstehliche Charme des Geldes (Association de malfaiteurs) - 1987: Der Schrei der Eule (Le cri di hibou) - 1987: Brennender Sommer (De guerre lasse) - 1988: Rebus - 1989: Der Tod spielt mit (La Soule) - 1990: Jean Galmot – Flammen über Cayenne (Jean Galmot, aventurier) - 1990: Madame Bovary - 1993: Die Insel der Ausreißer (L’île des mômes) - 1995: Die Liebenden von Red River (Red River) (TV-Mehrteiler) - 1996: C’est la tangente que je préfère - 1997: Die Stadt, deren König ein Kind ist (La ville dont le prince est un enfant) (TV-Film, Regie) - 1997: L’homme idéal - 1997: Der letzte Vorhang (La nube) - 1998: Eine gefährliche Mission (Un camion pour deux) (TV-Film) | - 1998: Les grands enfants (TV-Film) - 1999: Voleur de cœur (TV-Film) - 1999: Jésus (TV-Film) - 2000: Femmes de loi (TV-Serie) - 2000: Cévennes (TV-Serie) - 2001: Juliette: service(s) compris (TV-Film) - 2002: Jean Moulin – Leben im Widerstand (Jean Moulin) (TV-Film) - 2002: La vie au grand air (TV-Film) - 2003: Les aventures fantastiques du commandant Cousteau (TV-Serie) - 2004: Liebende sind unsterblich (Ceux qui aiment ne meurent jamais) (TV-Film, Regie, Drehbuch) - 2004: Table rase (TV-Film) - 2004: Mon fils cet inconnu (TV-Film) - 2005: Clara Sheller (TV-Serie) - 2006: Laura: le compte à rebours a commencé (TV-Serie) - 2006: Freie Zone (Zone libre) (Regie, Drehbuch) - 2007: Dombais et fils (TV-Film) - 2008: De feu et de glace (TV-Film) - 2009: 12 balles dans la peau pour Pierre Laval (TV-Film) - 2010: Kennedys Hirn (TV-Film) - 2011: Plötzlich Star (Monte Carlo) - 2011: Nathalie küsst (La délicatesse) - 2011: Mission sacrée (TV-Film) - 2012: Ludwig II. - 2013: La croisière (TV-Serie, 6 Folgen) - 2013: 16 ans ou presque - 2015: Rose et le soldat (TV-Film) - 2017: Péril blanc (TV-Film) - 2017: Mystère Place Vendôme (TV-Film) |

## Auszeichnungen
Für seine in dem Film Family Rock gezeigte Leistung erhielt Christophe Malavoy 1983 den französischen Filmpreis César in der Kategorie Bester Nachwuchs. Zwei Jahre darauf wurde er mit dem Patrick-Dewaere-Preis, ursprünglich Prix Jean-Gabin, ausgezeichnet. 1987 erhielt er für seine in Die Frau meines Lebens und im Jahr darauf für seine in Brennender Sommer gezeigten Leistungen zwei weitere César-Nominierungen.
Für sein Heimatland ist Christophe Malavoy überdies als UNICEF-Botschafter aktiv.